# Andreas Werckmeister

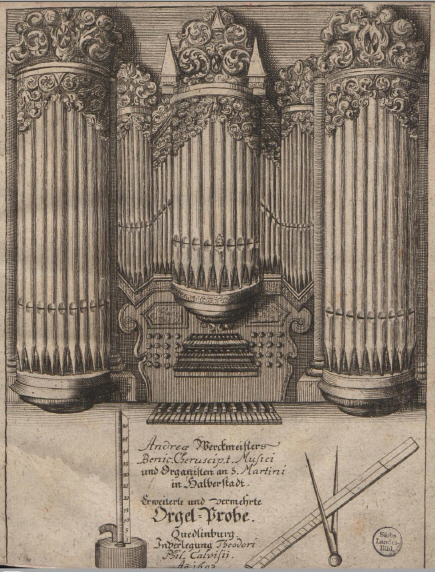
Strona tytułowa dzieła Orgelprobe Werckmeistera, wydanie z 1698 r.

Andreas Werckmeister (ur. 30 listopada 1645 w Benneckenstein w Saksonii-Anhalt, zm. 26 października 1706 w Halberstadt) – niemiecki kompozytor, organista, teoretyk muzyki, a także akustyk i budowniczy organów. 
Był zwolennikiem i propagatorem systemu równomiernie temperowanego. Z jego pism teoretycznych korzystał m.in. Johann Sebastian Bach.

## Dzieła
- Musicae mathematicae hodegus curiosus... (1687)
- Musikalische Temperatur, oder... (1691)
- Der Edlen Music-Kunst... (1691)
- Hypomnemata musica (1697)
- Erweierte und verbesserte Orgel-Probe (1698)
- Die Nothwendigsten Anmerckungen und Regeln. Wie der General-Baß Wol könne tractiret werden (1698)
- Cribrum musicum (1700)
- Harmonologia musica (1702)
- Musikalische Paradoxal-Discourse (1707)